# دون درايسديل
دون درايسديل (بالإنجليزية: Don Drysdale)‏ هو لاعب كرة قاعدة أمريكي، ولد في 23 يوليو 1936 في فان نويس في الولايات المتحدة، وتوفي في 3 يوليو 1993 في مونتريال في كندا بسبب نوبة قلبية.

## وصلات خارجية
- دون درايسديل على موقعبيزبول رفرنس.كوم (الدوري الرئيسي) (الإنجليزية)
- دون درايسديل على موقعبيزبول رفرنس.كوم (الدوري الثانوي) (الإنجليزية)
- دون درايسديل على موقع مشجعي الرسوم البيانية (الإنجليزية)
- دون درايسديل على موقع قاعة مشاهير كرة القاعدة (الإنجليزية)
- دون درايسديل على موقع IMDb (الإنجليزية)
- دون درايسديل على موقع الموسوعة البريطانية (الإنجليزية)
- دون درايسديل على موقع إن إن دي بي (الإنجليزية)
- دون درايسديل على موقع ديسكوغز (الإنجليزية)
- دون درايسديل على موقع قاعدة بيانات الفيلم (الإنجليزية)